# Victor Koretzky
Victor Koretzky, född 26 augusti 1994 i Béziers, är en fransk tävlingscyklist som tävlar i bland annat mountainbike.

## Karriär
Victor Koretzky har tagit tre VM-guld i moutainbikens lagstafett åren 2011, 2015 och 2016. Har har deltagit vid OS 2016 och OS 2020 där han placerade sig på plats 10 respektive plats 5 i terrängloppet. Vid olympiska sommarspelen 2024 tog han silver i terrängloppet efter Tom Pidcock.